# 元赤坂

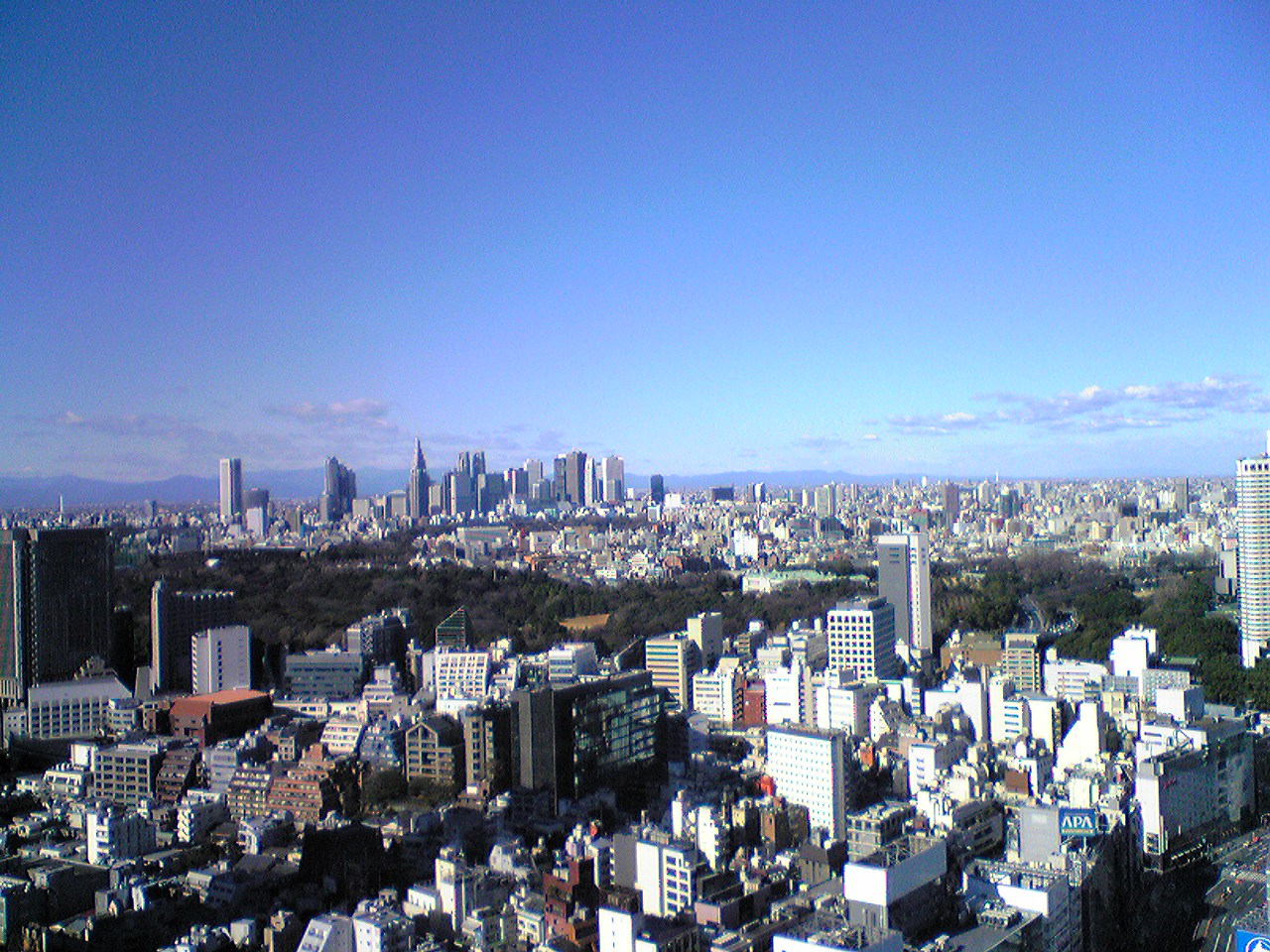
自山王公園塔暸望之元赤坂周邊

元赤坂（日语：／ Moto-akasaka */?）是日本東京都港區的地名。現行行政地名為元赤坂一丁目與元赤坂二丁目。2013年7月1日為止的人口為619人。郵遞區號107-0051。

## 地理
赤坂地區北端，鄰千代田區（紀尾井町）新宿區（南元町、四谷、若葉），屬舊赤坂區地域。

## 歷史
在現在永田町交差點附近，有個稱作一木赤坂的聚落。後因江戶城擴張，移往現在的赤坂見附交差點西側。1872年（明治5年），元赤坂町、赤坂傳馬町、赤坂裏傳馬町等合併為赤坂裏，6年後劃入赤坂區。1947年（昭和22年）劃入港區。後實施住居表示，赤坂表町、赤坂傳馬町、元赤坂町、赤坂青山權田原町、赤坂表町、赤坂青山六軒町等地區合併為元赤坂。 		
- 1966年（昭和41年）7月1日 ： 元赤坂實施住居表示[2]。

### 地名由來
為了表示此地是赤坂最古老的町而加上「元」字。

### 町名變遷
| 實施後       | 實施年月日   | 實施前                                                                                       |
| ------------ | ------------ | -------------------------------------------------------------------------------------------- |
| 元赤坂一丁目 | 1966年7月1日 | 赤坂表町一丁目、赤坂表町二丁目部分地區、赤坂傳馬町一丁目、赤坂傳馬町二丁目、赤坂傳馬町三丁目 |
| 元赤坂二丁目 | 1966年7月1日 | 元赤坂町、赤坂青山權田原町、赤坂青山六軒町部分地區                                           |

## 交通
鐵路
- 都營地下鐵青山一丁目站（○大江戶線）- 設有出入口。（所在地：北青山）
- 東京地下鐵青山一丁目站（○銀座線○半藏門線）- 設有出入口。（所在地：南青山）
- 東京地下鐵赤坂見附站（○銀座線○丸之内線）- 設有出入口。（所在地：赤坂）
- 東京地下鐵永田町站（○南北線○有樂町線○半藏門線）- 設有出入口。（所在地：永田町）

巴士
- 都營巴士品97 權田原（品川站前行）- 新宿站西口行設於北青山。

道路
- 國道246號
- 東京都道319號環狀三號線（環狀3號線、外苑東通）
- 東京都道405號外濠環狀線
- 東京都道414號四谷角筈線

首都高速道路、出入口
- 首都高速4號新宿線
- 外苑出入口

## 設施
- 東宮御所（赤坂御用地）- 元赤坂二丁目。
- 赤坂迎賓館 - 元赤坂二丁目。
- 明治紀念館- 元赤坂二丁目。
- 鹿島建設 本社
- 佐藤製藥 本社
- 豐川稻荷東京別院 - 元赤坂一丁目。

## 備註
1. ↑  .   [2013-08-08]. （原始内容存档于2013-11-28）.
2. ↑  1966年（昭和41年）11月30日自治省告示第176号「住居表示が実施された件」
3. ↑  .   [2013-08-08]. （原始内容存档于2019-06-02）.